# Jordan Labrosse
Jordan Labrosse (Cours-la-Ville, 15 settembre 2002) è un ciclista su strada e ciclocrossista francese che corre per la Decathlon AG2R La Mondiale Team. È professionista dal 2023.

## Palmarès

### Strada
- 2019 (Juniores)

2ª tappa Tour du Léman Juniors (Jussy › Bellevaux La Chèvrerie)
- 2020 (Juniores)

1ª tappa Boucles de l'Oise (Le Plessis-Belleville › Le Plessis-Belleville)
2ª tappa La Philippe Gilbert Juniors (Harzé › La Redoute)
- 2021 (AG2R Citroën U23 Team, due vittorie)

1ª tappa Tour des Deux-Sèvres (Cheffois › Beugnon-Thireuil)
Grand Prix de Chamoux
Grand Prix de Cours-la-Ville
- 2022 (AG2R Citroën U23 Team, cinque vittorie)

Tour de l'Ardèche Meridional
3ª tappa Kreiz Breizh Elites (Priziac › Carhaix)
1ª tappa Tour de Moselle (Zoufftgen › Volmerange-les-Mines)
Classifica generale Tour de Moselle
Ruota d'Oro

#### Altri successi
- 2022 (AG2R Citroën U23 Team)

Classifica scalatori Tour des Deux-Sèvres
Classifica scalatori Tour de Moselle
Classifica giovani Tour de Moselle
- 2023 (Elite Fondations Cycling Team)

Classifica a punti Triptyque Ardennais

### Ciclocross
- 2022-2023

Cyclo-cross de Seynod (Seynod)
- 2023-2024

Cyclo-cross de Charvieu-Chavagneu (Charvieu-Chavagneux)

## Piazzamenti

### Classiche monumento
- Parigi-Roubaix

2024: 101º
- Liegi-Bastogne-Liegi

2025: 70º

### Competizioni continentali
- Campionati europei su strada

Plouay 2020 - Gara in linea junior: 12º